# DDR-Rundfahrt 1981
Die 29. DDR-Rundfahrt fand vom 22. bis zum 28. Juni 1981 statt. Sie führte mit einem Prolog und sieben Etappen über 914 km. Die 1. Etappe fand auf dem Kurs des Rennens Rund um den Scharmützelsee statt. Gesamtsieger der Rundfahrt wurde Lutz Lötzsch.

## Trikots
Bei dieser Rundfahrt wurden fünf Trikots vergeben: das Gelbe Trikot des Gesamtbesten, das Blaue der besten Mannschaft, das Violette des aktivsten Fahrers, das Grüne des besten Bergfahrers, sowie das Weiße des besten Nachwuchsfahrers.

## Etappen
Die Rundfahrt erstreckte sich mit einem Prolog und sieben Etappen über 914 km.

### Prolog: Rund inKlingetal(Mannschaftszeitfahren), 9 km
|    | Mannschaft                  | Zeit      |
| -- | --------------------------- | --------- |
| 1. | DDR                         | 10:53 min |
| 2. | ČSSR                        | + 0:09 s  |
| 3. | Niederlande                 | + 0:18 s  |
| 4. | SC Turbine Erfurt           | + 0:19 s  |
| 5. | SC Cottbus I                | + 0:24 s  |
| 6. | ASK Vorwärts Frankfurt/O. I | + 0:34 s  |

### 1. Etappe:Rund um den Scharmützelsee, 145 km
|    | Fahrer              | Mannschaft                  | Zeit       |
| -- | ------------------- | --------------------------- | ---------- |
| 1. | Martin Goetze       | SC DHfK Leipzig I           | 3:21:35 h  |
| 2. | Matthias Kittel     | SC Turbine Erfurt           | + 0:05 min |
| 3. | Mathias Vierke      | ASK Vorwärts Frankfurt/O. I | + 0:10 min |
| 4. | Hans-Joachim Meisch | SC Turbine Erfurt           | + 0:15 min |
| 5. | Olaf Jentzsch       | SC Cottbus I                | + 0:15 min |
| 6. | Bernd Kaiser        | ASK Vorwärts Frankfurt/O. I | + 0:15 min |

### 2. Etappe:Lübben–Zwickau, 206 km
|    | Fahrer              | Mannschaft        | Zeit       |
| -- | ------------------- | ----------------- | ---------- |
| 1. | Bodo Straubel       | SC DHfK Leipzig I | 4:52:45 h  |
| 2. | Lutz Lötzsch        | DDR               | + 0:05 min |
| 3. | Olaf Jentzsch       | SC Cottbus I      | + 0:10 min |
| 4. | Milan Jurčo         | ČSSR              | + 0:15 min |
| 5. | Hans-Joachim Meisch | SC Turbine Erfurt | + 0:15 min |
| 6. | Thomas Barth        | DDR               | + 0:15 min |

### 3. Etappe: Rund imErzgebirge, 169 km
|    | Fahrer                | Mannschaft         | Zeit       |
| -- | --------------------- | ------------------ | ---------- |
| 1. | Lutz Lötzsch          | DDR                | 4:11:37 h  |
| 2. | Thomas Barth          | DDR                | + 0:08 min |
| 3. | Hans-Joachim Hartnick | DDR                | + 4:07 min |
| 4. | Olaf Ludwig           | DDR                | + 4:41 min |
| 5. | Jonny Böhme           | SC Karl-Marx-Stadt | + 4:41 min |
| 6. | Olaf Jentzsch         | SC Cottbus I       | + 4:41 min |

### 4. Etappe: ZumSachsenring, 134 km
|    | Fahrer                | Mannschaft                  | Zeit       |
| -- | --------------------- | --------------------------- | ---------- |
| 1. | Hans-Joachim Hartnick | DDR                         | 3:29:36 h  |
| 2. | Olaf Ludwig           | DDR                         | + 0:20 min |
| 3. | Hardy Gröger          | ASK Vorwärts Frankfurt/O. I | + 0:25 min |
| 4. | Thomas Barth          | DDR                         | + 0:30 min |
| 5. | Hubert Denstedt       | DDR                         | + 0:30 min |
| 6. | Bodo Straubel         | SC DHfK Leipzig I           | + 0:30 min |

### 5. Etappe: Zwickau –Neumark– Zwickau (Einzelzeitfahren), 22 km
|    | Fahrer              | Mannschaft        | Zeit       |
| -- | ------------------- | ----------------- | ---------- |
| 1. | Olaf Ludwig         | DDR               | 29:34 min  |
| 2. | Lutz Lötzsch        | DDR               | + 0:07 min |
| 3. | Hans-Joachim Meisch | SC Turbine Erfurt | + 0:20 min |
| 4. | Mario Kummer        | SC Turbine Erfurt | + 1:01 min |
| 5. | Hubert Denstedt     | DDR               | + 1:21 min |
| 6. | Thomas Barth        | DDR               | + 1:31 min |

### 6. Etappe:Kriteriumin Zwickau, 78 km
|    | Fahrer          | Mannschaft                  | Zeit      |
| -- | --------------- | --------------------------- | --------- |
| 1. | Olaf Ludwig     | DDR                         | 1:33:43 h |
| 2. | Hubert Denstedt | DDR                         |           |
| 3. | Bernd Kaiser    | ASK Vorwärts Frankfurt/O. I |           |
| 4. | Lutz Lötzsch    | DDR                         |           |
| 5. | Ulf Gebeler     | SC Cottbus I                |           |
| 6. | Hans Baudoin    | Niederlande                 |           |

### 7. Etappe: Rund umVenusberg, 151 km
|    | Fahrer          | Mannschaft        | Zeit       |
| -- | --------------- | ----------------- | ---------- |
| 1. | Olaf Jentzsch   | SC Cottbus I      | 4:43:06 h  |
| 2. | Wrobel          | Polen             | + 0:05 min |
| 3. | Udo Smektalla   | SG Wismut Gera    | + 0:10 min |
| 4. | Uwe Adler       | SC DHfK Leipzig I | + 0:15 min |
| 5. | Olaf Ludwig     | DDR               | + 0:22 min |
| 6. | Hubert Denstedt | DDR               | + 0:22 min |

## Gesamtwertungen

### Gelbes Trikot (Einzelwertung)
|     | Fahrer                | Mannschaft                  | Zeit        |
| --- | --------------------- | --------------------------- | ----------- |
| 01. | Lutz Lötzsch          | DDR                         | 22:43:15 h  |
| 02. | Thomas Barth          | DDR I                       | + 01:26 min |
| 03. | Hans-Joachim Hartnick | DDR                         | + 05:30 min |
| 04. | Milan Jurčo           | ČSSR                        | + 06:40 min |
| 05. | Olaf Ludwig           | DDR I                       | + 07:19 min |
| 06. | Hardy Gröger          | ASK Vorwärts Frankfurt/O. I | + 09:42 min |
| 07. | Bodo Straubel         | SC DHfK Leipzig I           | + 10:31 min |
| 08. | Olaf Jentzsch         | SC Cottbus I                | + 11:55 min |
| 09. | Hubert Denstedt       | DDR                         | + 12:51 min |
| 10. | Jiří Škoda            | ČSSR                        | + 13:21 min |

### Blaues Trikot (Mannschaft)
|    | Mannschaft                  | Zeit        |
| -- | --------------------------- | ----------- |
| 1. | DDR                         | 68:25:34 h  |
| 2. | ČSSR                        | + 0:28:35 h |
| 3. | SC Cottbus I                | + 0:42:58 h |
| 4. | ASK Vorwärts Frankfurt/O. I | + 0:48:32 h |
| 5. | SC DHfK Leipzig I           | + 0:49:56 h |
| 6. | Niederlande                 | + 1:02:56 h |

### Violettes Trikot (Aktivster Fahrer)
|    | Fahrer                | Mannschaft | Punkte |
| -- | --------------------- | ---------- | ------ |
| 1. | Thomas Barth          | DDR        | 33     |
| 2. | Olaf Ludwig           | DDR        | 31     |
| 3. | Hans-Joachim Hartnick | DDR        | 23     |

### Grünes Trikot (Bester Bergfahrer)
|    | Fahrer       | Mannschaft                  | Punkte |
| -- | ------------ | --------------------------- | ------ |
| 1. | Thomas Barth | DDR                         | 58     |
| 2. | Hardy Gröger | ASK Vorwärts Frankfurt/O. I | 39     |
| 3. | Lutz Lötzsch | DDR                         | 38     |

### Weißes Trikot (Nachwuchsfahrer)
|    | Fahrer          | Mannschaft       |
| -- | --------------- | ---------------- |
| 1. | Hubert Denstedt | DDR              |
| 2. | Hans Matern     | SC Dynamo Berlin |
| 3. | Johan Lammerts  | Niederlande      |

## Anmerkung
1. ↑  Bei allen Zeitangaben sind die Etappenzeitgutschriften bereits mit eingerechnet.